# Жджари (Підкарпатське воєводство)
Жджари (пол. Żdżary) — село в Польщі, у гміні Чорна Дембицького повіту Підкарпатського воєводства.
Населення — 969 осіб (2011).
У 1975-1998 роках село належало до Тарновського воєводства.

## Демографія
Демографічна структура станом на 31 березня 2011 року:
|          | Загалом | Допрацездатний вік | Працездатний вік | Постпрацездатний вік |
| -------- | ------- | ------------------ | ---------------- | -------------------- |
| Чоловіки | 468     | 114                | 315              | 39                   |
| Жінки    | 501     | 119                | 277              | 105                  |
| Разом    | 969     | 233                | 592              | 144                  |